# Victor Trast
Victor Kustaa Trast (ur. 14 stycznia 1878 w Petersburgu, zm. 30 stycznia 1953 w Helsinkach) – fiński slawista.
Ukończył studia na Uniwersytecie w Helsinkach, później nauczał w szkołach języków rosyjskiego, niemieckiego i fińskiego i pracował jako wykładowca. Popularyzował polską literaturę w Finlandii, tłumaczył m.in. utwory Mickiewicza, o którym w 1925 napisał monografię. W 1936 został redaktorem Złotej księgi literatur słowiańskich wydanej w 1937.